# Eugène-André Oudiné
Eugène-André Oudiné (Parigi, 1º gennaio 1810 – Parigi, 11 aprile 1877) è stato uno scultore e medaglista francese.

## Biografia
Eugène-André Oudiné fu uno dei migliori allievi di André Galle, del quale avrebbe sposato la nipote, e in seguito lavorò nell'atelier di Jean-Auguste-Dominique Ingres e in quello di Louis Petitot. Nel 1831, egli ottenne il premio di Roma per l'incisione grazie a una medaglia sul mito di Edipo e la Sfinge.

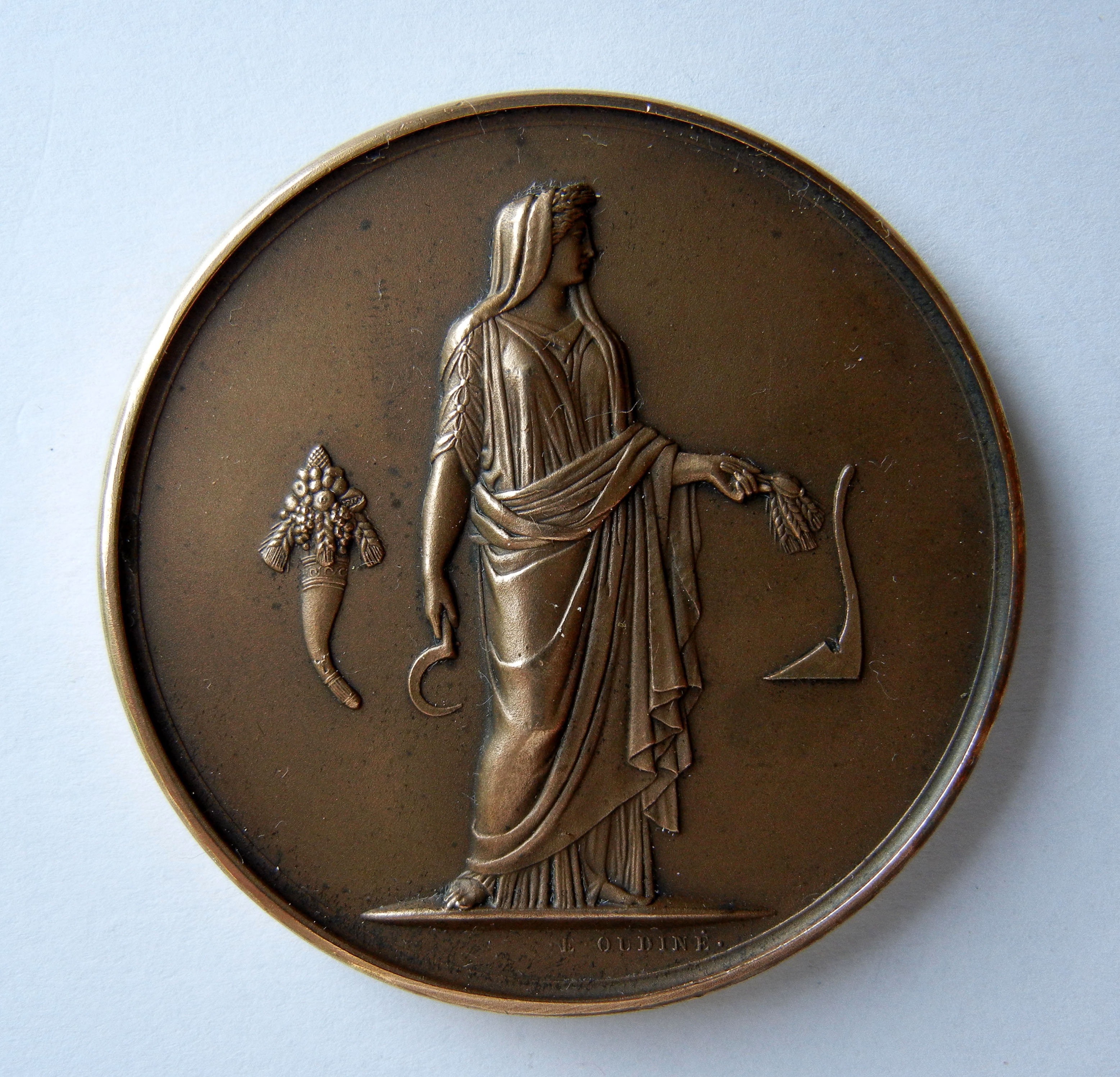
Una medaglia in bronzo di Eugène-André Oudiné ritraente Cerere.

Una sua opera inviata da Roma, il Gladiatore ferito, molto notato al Salone del 1837, gli valse una seconda medaglia. Al suo ritorno dall'Urbe, avrebbe lavorato per la zecca di Parigi per più di quarant'anni. Senza mai abbandonare del tutto la scultura, Oudiné si occupò in particolare dell'incisione di medaglie, che gli valse presto una fama di medaglista europeo. A lui si devono molti modelli eseguiti per il conio delle monete e delle medaglie francesi. Quasi tutti quelli del periodo in cui visse li realizzò lui.

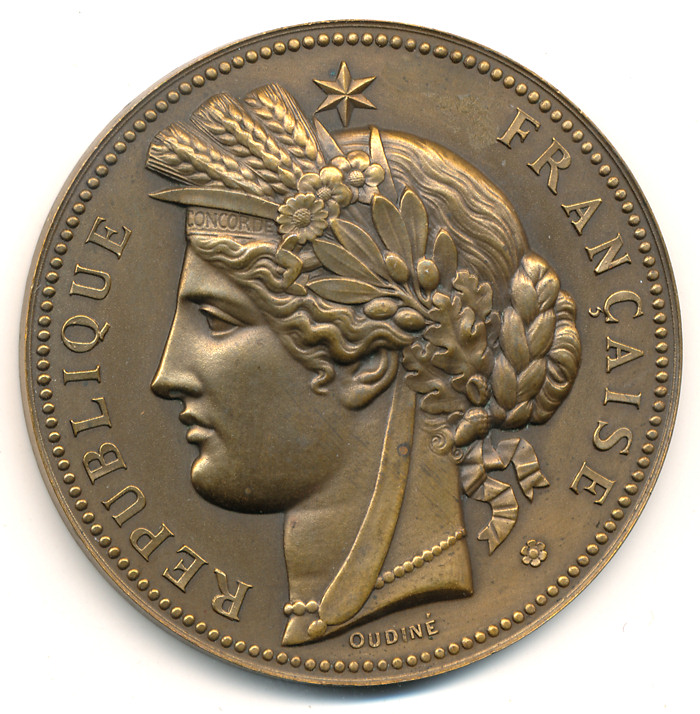
Una medaglia del 1845 raffigurante la personificazione della Repubblica.

Egli realizzò i disegni per molte monete, come la moneta d'argento di 5 franchi del 1849-1850, ritraente una testa di Cerere, che rimpiazzò lo scudo di tipo Dupré del 1848. Dal 1837 al 1887, egli fu l'incisore ufficiale del ministero delle finanze.
Oudiné realizzò inoltre i francobolli del telegrafo e per i giornali emessi nel 1868. Egli si occupò anche di francobolli fiscali, come quelli del tipo "Aigle de face", "Aigle de trois-quart", "Chiffres", "Monnaie Syracusaine" e quelli del tipo "Groupe allégorique", dal 1874 al 1885. Inoltre, Oudiné realizzò un numero considerevole di statue e ricevette numerose ricompense alle esposizioni annuali, come la croce del cavaliere della Legion d'onore, ottenuta il 16 agosto 1857. Nel 1861, a Étretat, fece costruire una villa che oggi porta il suo nome dall'architetto Joseph Uchard.
Egli fu anche un membro dell'accademia reale delle belle arti brussellese. Ebbe come alunni, tra gli altri, Jules-Clément Chaplain et Hubert Ponscarme.
Eugène-André Oudiné morì nel sesto arrondissement di Parigi nel 1877. Il 13 gennaio 1934, grazie a un'ordinanza, gli venne dedicata una via (la rue Eugène-Oudiné) nel tredicesimo arrondissement di Parigi.

## Opere
- Angers: Psiche.
- Aurillac: Psiche addormentata.

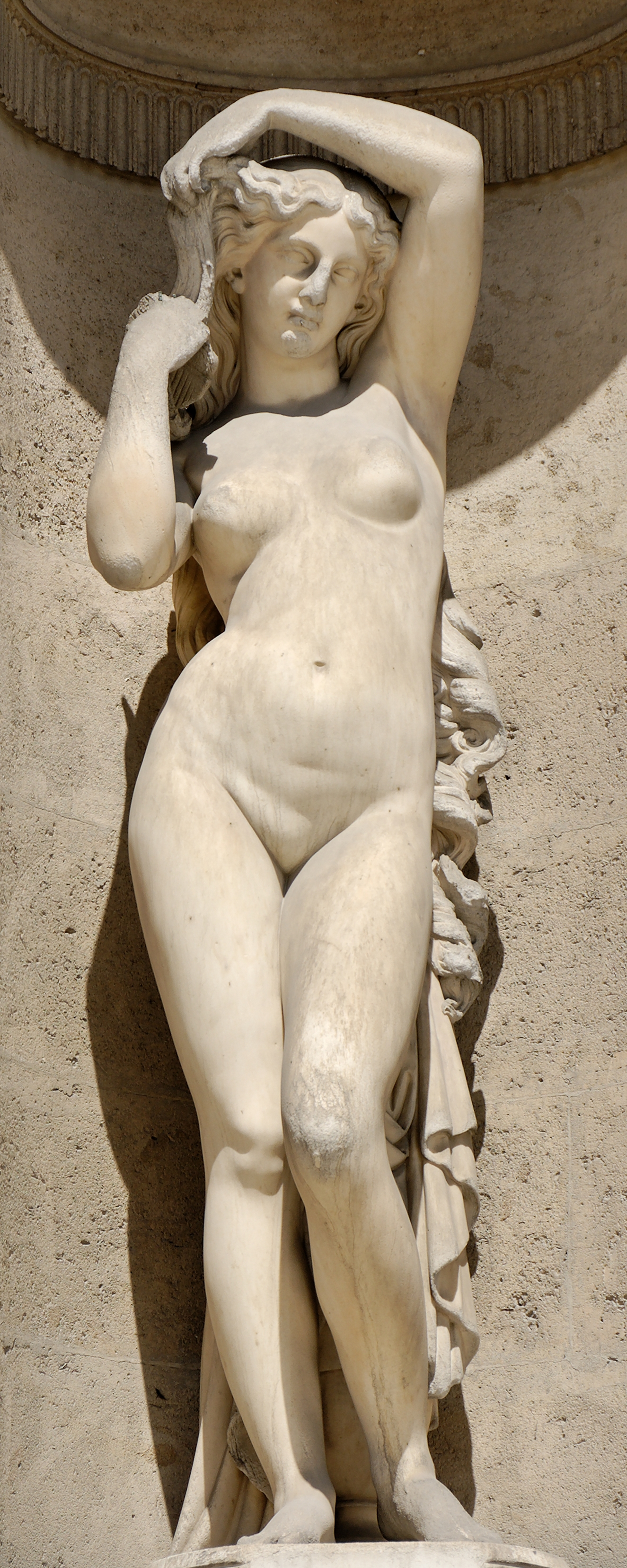
Betsabea, 1859

- Beaufort-en-Vallée: Napoleone III.
- Bourg-en-Bresse: Morte di Psiche.
- Cambrai: Psiche addormentata.
- Chartres: André Félibien, architetto e storico francese.
- Clamecy: André Dupin, busto in marmo.
- Moulins: Morte di Psiche.
- Le Puy-en-Velay: La carità.
- Parigi:
  - giardini del Lussemburgo: Berta, 1848, statua in pietra per la serie delle regine di Francia e delle donne illustri.
  - palazzo del Louvre, facciata nord della cour Carrée: Betsabea, 1859, statua in pietra.
  - cimitero di Père-Lachaise (divisione n. 57): Hippolyte Flandrin, busto in marmo bianco che orna la tomba del pittore.
  - municipio del XII arrondissement di Parigi: La città di Parigi.
- Saint-Étienne: André Galle.
- Tolone: Psiche morta.
- Versailles:
  - Charles de Gondi;
  - Jacques de Châtillon, signore di Dampierre e ammiraglio di Francia;
  - André Félibien;
  - Caterina di Clèves, contessa d'Eu e principessa di Château-Renault, busto in marmo;
  - Hélène de Melun, contessa di Berlaimont;
  - Guillaume Du Châtel;
  - Jean-Auguste-Dominique Ingres.

## Galleria d'immagini

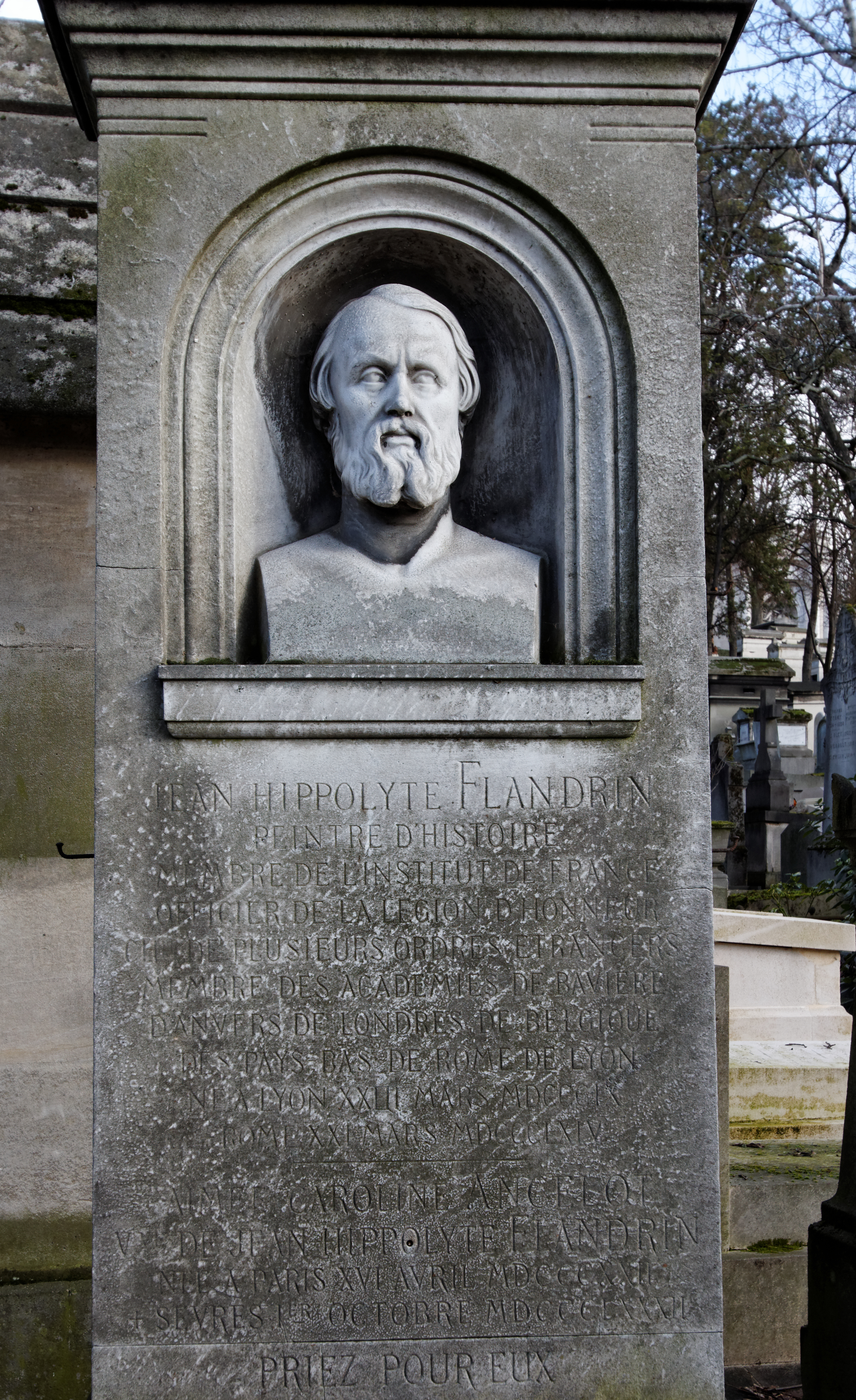
Il busto di Hippolyte Flandrin situato sulla sua tomba, al cimitero di Pére-Lachaise.
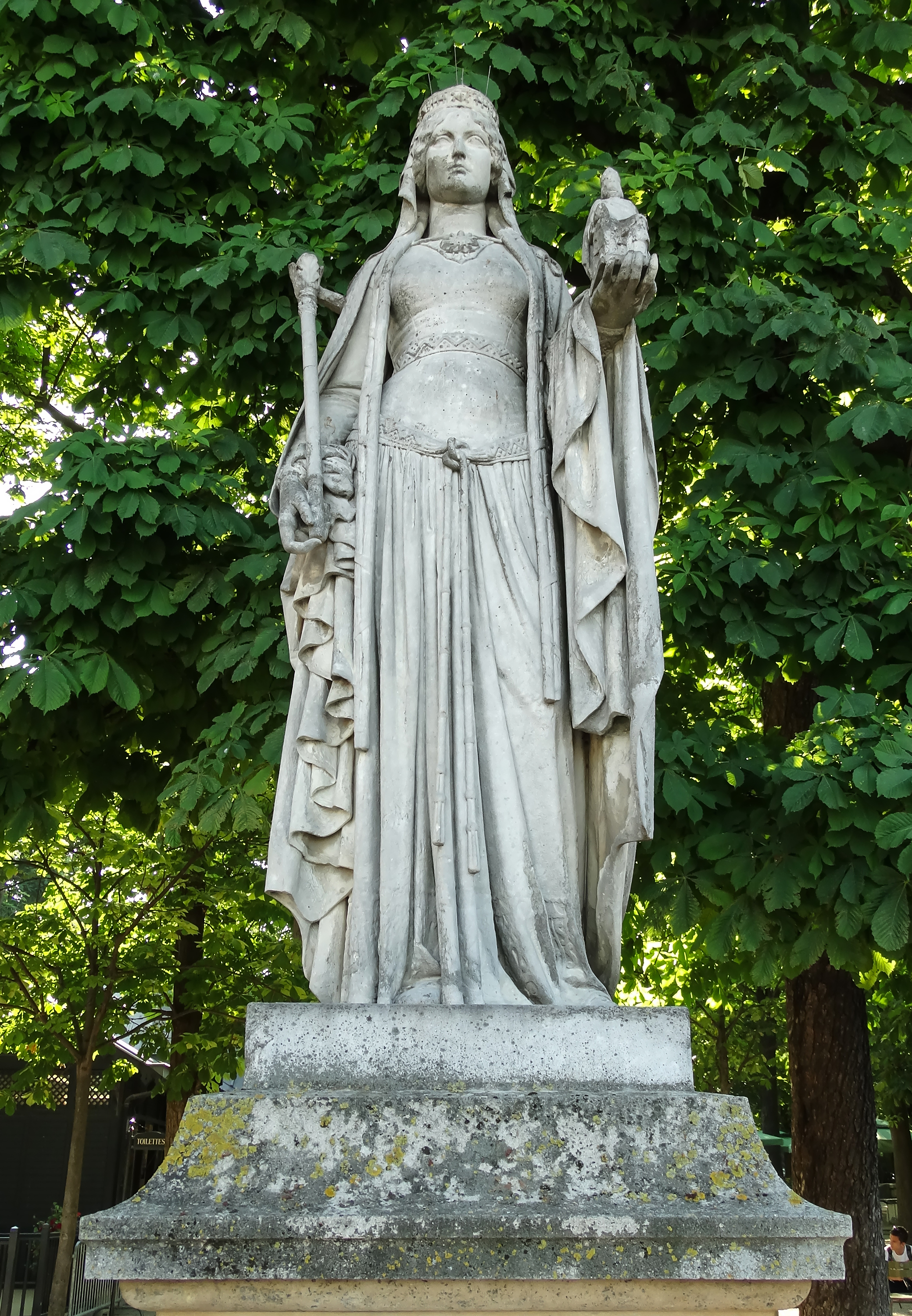
Berta dai Giardini del Lussemburgo, 1848
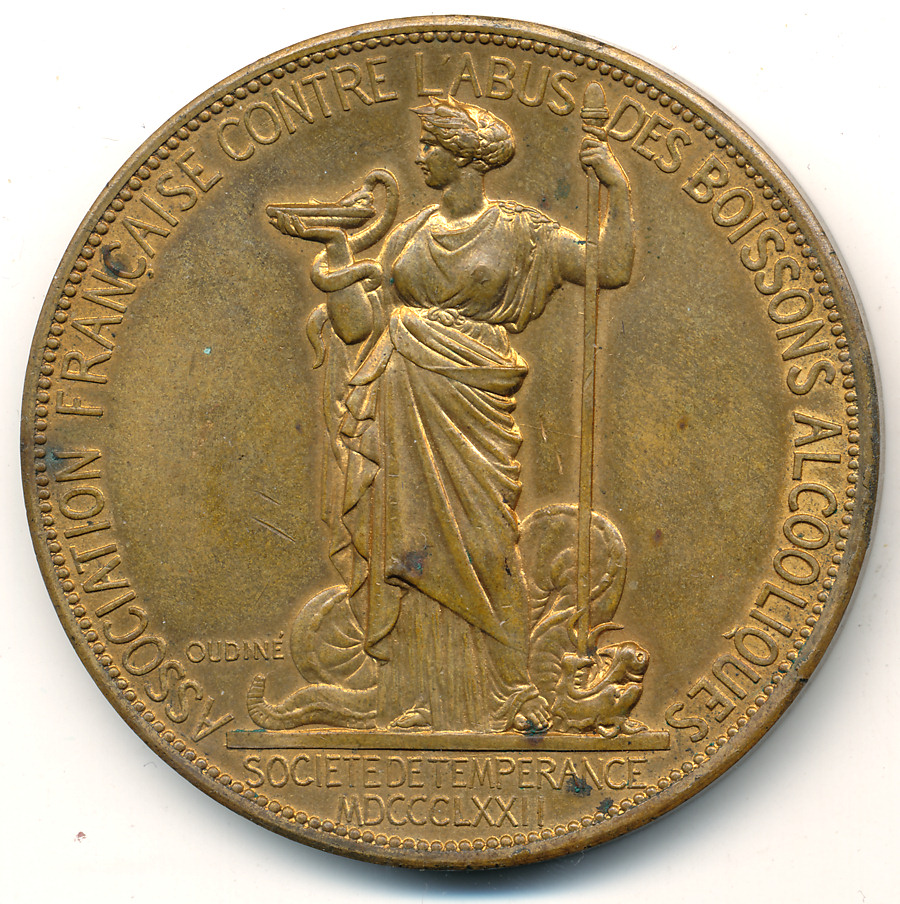
Medaglia bronzea per l'Associazione francese contro l'abuso delle bevande alcoliche, 1872.
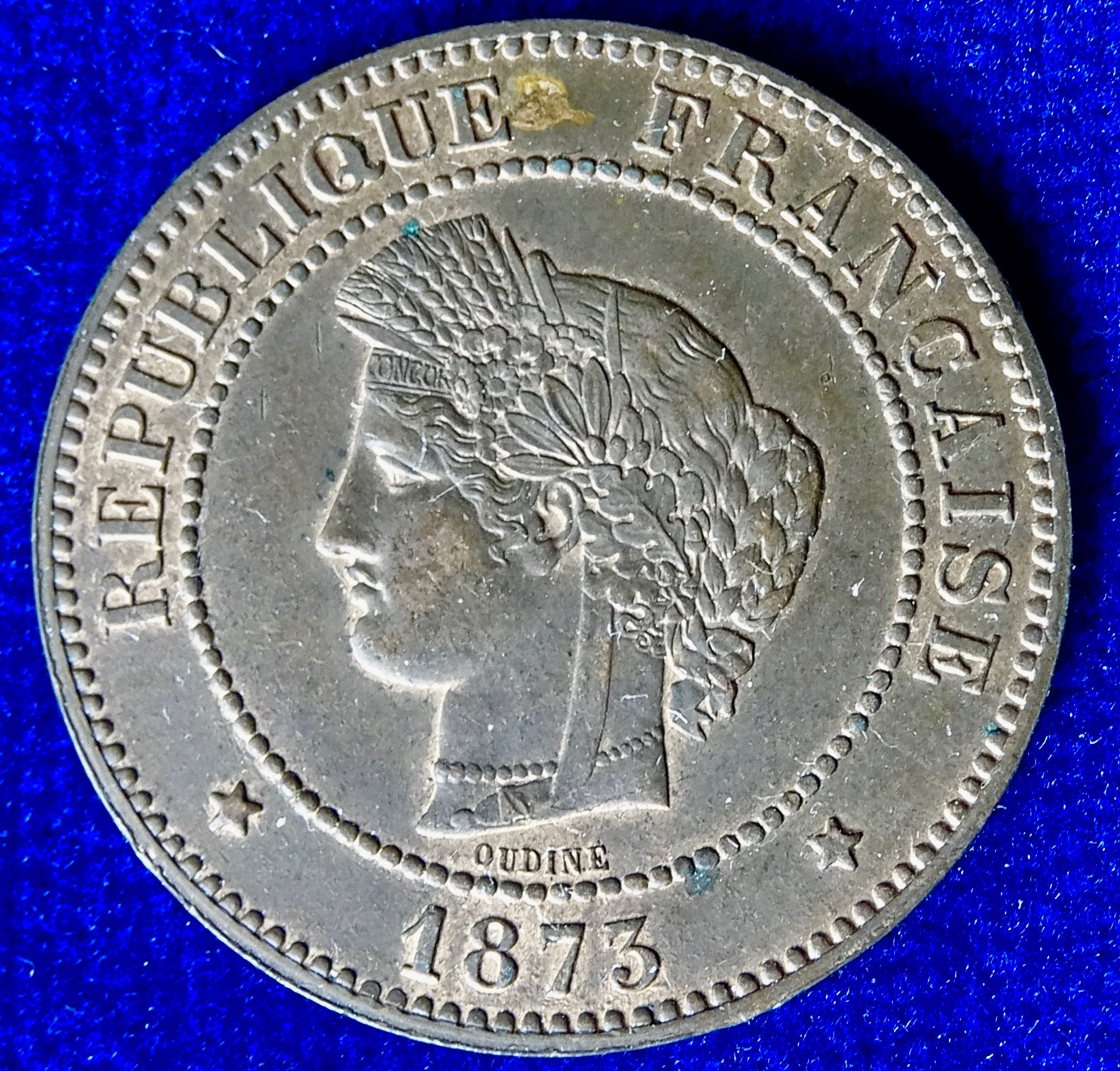
Una moneta da 5 centesimi con un profilo di Cerere del 1873.